# Landgoed Nardinclant
Landgoed Nardinclant is een landgoed met een villa die herbouwd is in 1939, aan de Houtweg 25 in de gemeente Laren.

## Geschiedenis
De naam van het landgoed was oorspronkelijk Nardinckhof, maar dat is later veranderd in Nardinclant, de oude benaming van het Gooi.
De eerste eigenaar was Klaas Groesbeek, die eigenaar was van de Amsterdamse uitgeverij Scheltema en Holkema, tevens was hij betrokken bij de kunsthandel Wisselingh.
Groesbeek gaf de opdracht aan de architect Bert Johan Ouëndag om een landhuis te ontwerpen in 1914.
De rietgedekte villa ging verloren door brand en is nadien, in 1939 weer opgebouwd. Deze huidige bestaande villa is ontworpen door architect D. de Kam in de zogeheten landelijke bouwstijl, met aan de achterkant een fraai uitzicht over de tuin.

### Tuin
De tuin is ontworpen door de tuinarchitect Leonard Springer en is circa 2,7 ha groot. De tuin die glooiend verloopt, is gelegen op een van de hoogste gedeelte van Laren op de Gooise stuwwal.
De tuin is deels aangelegd in formele stijl, met in de nabijheid van de woning vierkante vakken met groen en een siervijver en rechte paden. Aan de zijkant is de langste pergola van Nederland, circa 100 meter lang. Daarna gaat de tuin over in een landschappelijke tuin, met groot gazon en omzoomd door hoge bomen, tevens is hier nog een berceau aanwezig. Aan de einde van de tuin is een zogeheten rotstuin gelegen met een vijver. 
Aan het eind van de pergola bevindt zich een kleine kapel, ingericht als katholieke bidplaats. Tevens is er op het landgoed een ijskelder aanwezig die nu dienst doet voor eigen bronwater.
De Rijksdienst van Cultureel Erfgoed heeft de tuin aangemerkt als cultureel erfgoed, vanwege zijn zeldzaamheid in oorspronkelijk vorm, van een particuliere tuin in het begin van de twintigste eeuw.
In de tuin worden regelmatig rondleidingen gegeven, tevens is de tuin overdag geopend voor het publiek ter bezichtiging.

## Trivia
- Na de Tweede Wereldoorlog werd het huis verkocht aan de Zusters Dochters der Wijsheid, een kloosterorde. Deze hadden voor hun geloofsrituelen ook een kapel op het landgoed ingericht.

## Externe link

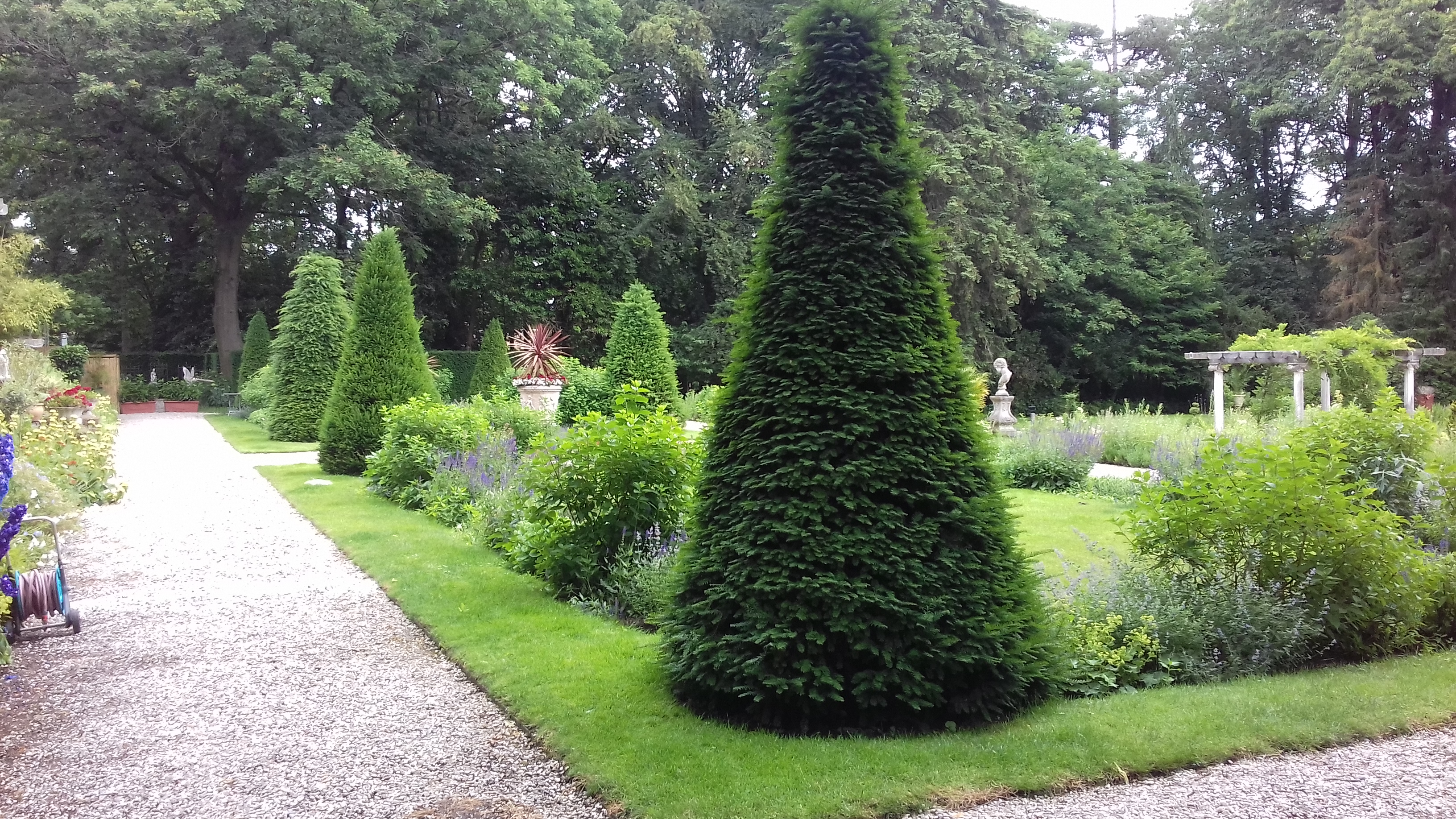
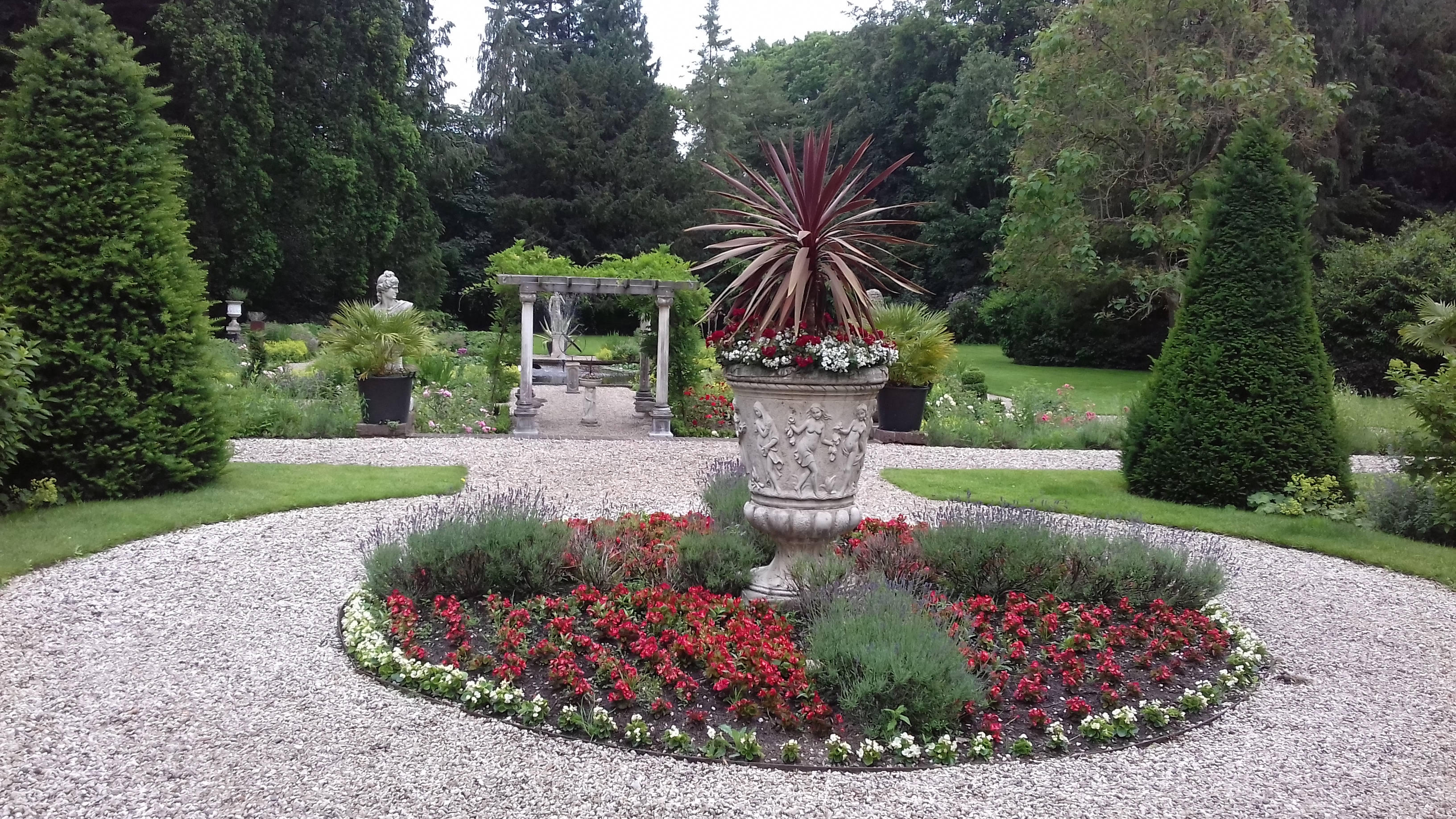
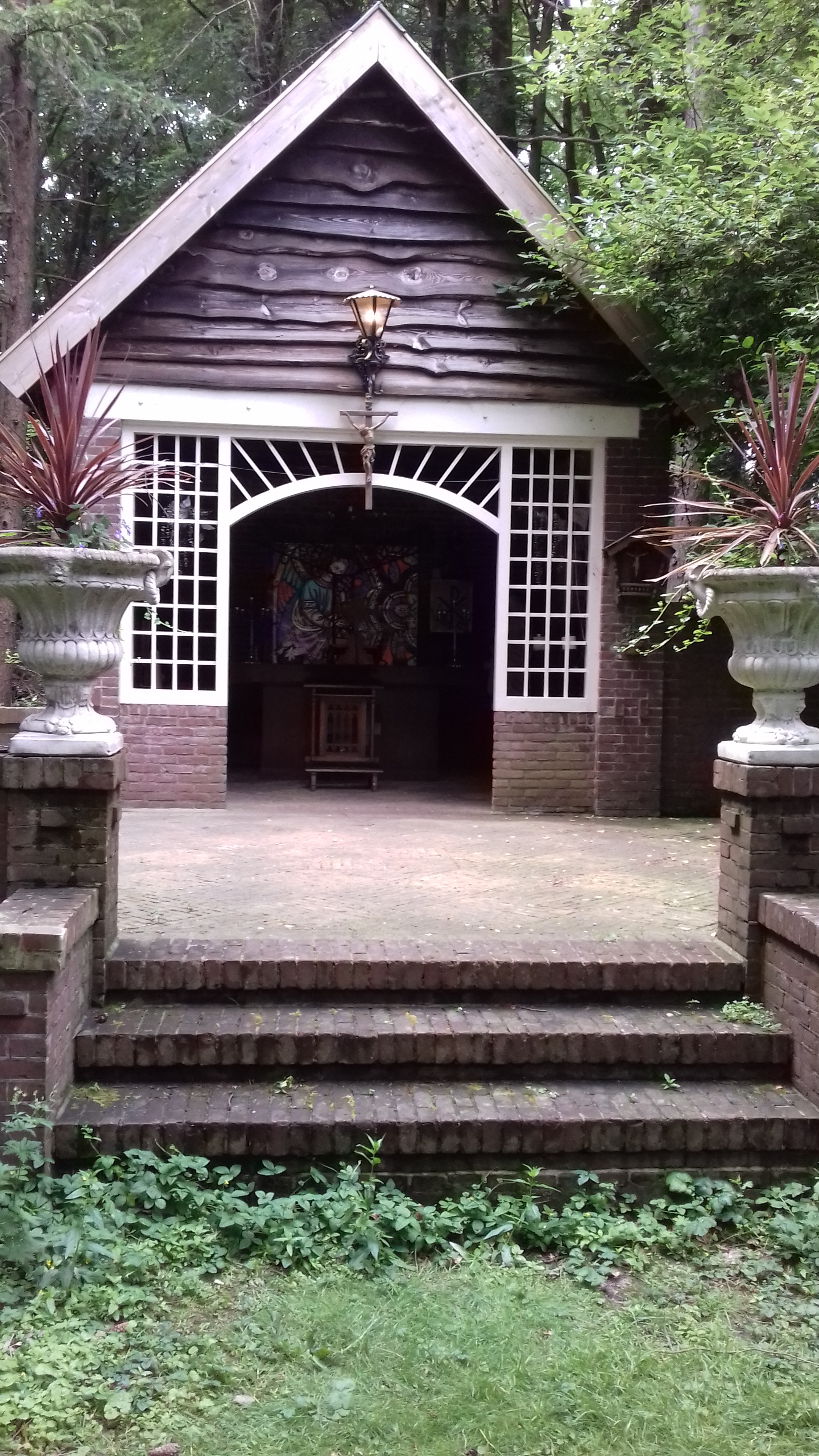
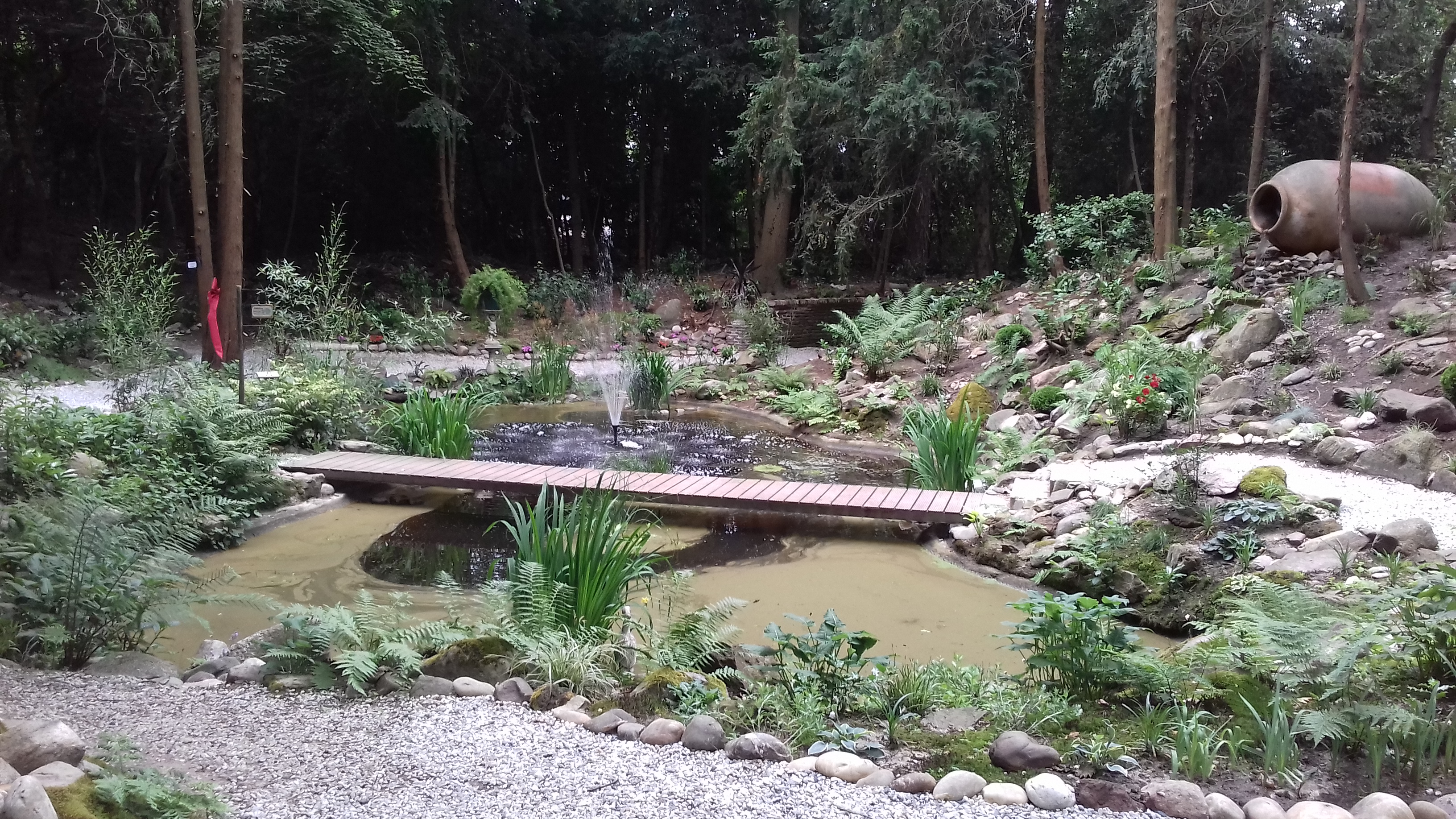